# Pritchardia limahuliensis
Espèce
Synonymes
- Pritchardia limahuliensis H.St.John[2]
- Pritchardia limahuliensis St. John[3]
- Pritchardia napaliensis H.St.John (préféré par BioLib)[3]

Statut de conservation UICN

 CR A1ce+2ce, B1+2abcde, C1 : 
En danger critique
Pritchardia limahuliensis est une espèce de plantes de la famille des Arecaceae.

## Publication originale
- Phytologia 64: 177. 1988.